# 小行星3541
小行星3541（3541 Graham）是一颗绕太阳运转的小行星，为主小行星带小行星。该小行星于1984年6月18日发现。

## 轨道参数
小行星3541的轨道半长轴为2.4589769 UA，离心率为0.145。